# Собичів
Со́бичів — пасажирський залізничний зупинний пункт Конотопської дирекції Південно-Західної залізниці на лінії Макове — Баничі.
Розташований біля села Собичеве Шосткинського району Сумської області між станціями Макове (9 км) та Глухів (23 км).
Станом на початок 2018 р. на платформі не зупиняються дизельпоїзди.